# Bełchatów (gmina wiejska)
Bełchatów – gmina wiejska w województwie łódzkim, w powiecie bełchatowskim. W latach 1975–1998 gmina położona była w województwie piotrkowskim.
Na gminę składa się 81 miejscowości skupionych w 41 sołectwach położonych wokół Bełchatowa, który stanowi odrębną gminę miejską.
Według danych z 31 grudnia 2007 gminę zamieszkiwało 9631 osób.

## Struktura powierzchni
Według danych z roku 2007 gmina Bełchatów ma obszar 180,37 km², w tym:
- użytki rolne: 53%
- użytki leśne: 35%

Gmina stanowi 18,64% powierzchni powiatu bełchatowskiego.

## Demografia

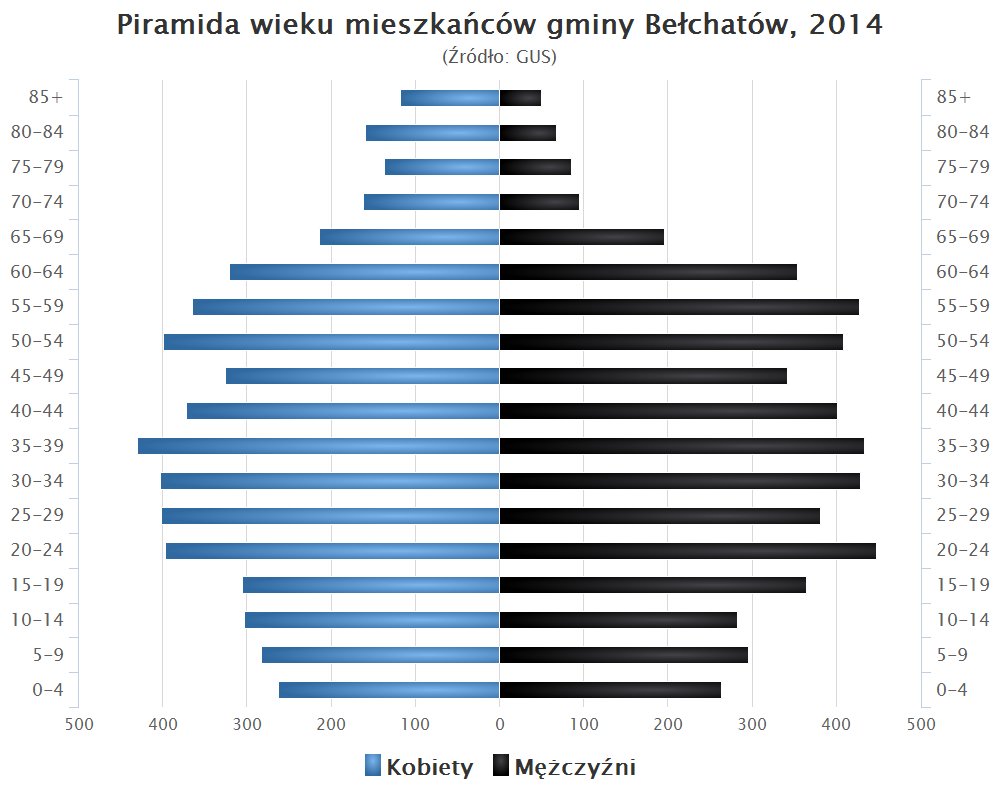
Piramida wieku mieszkańców gminy Bełchatów w 2014 roku

Dane z 31 grudnia 2017 roku:
| Opis                              | Ogółem | Ogółem | Kobiety | Kobiety | Mężczyźni | Mężczyźni |
| --------------------------------- | ------ | ------ | ------- | ------- | --------- | --------- |
| jednostka                         | osób   | %      | osób    | %       | osób      | %         |
| populacja                         | 11 283 | 100    | 5630    | 49,9    | 5653      | 50,1      |
| gęstość zaludnienia (mieszk./km²) | 61     | 61     | 30      | 30      | 31        | 31        |

## Sołectwa
Adamów, Augustynów, Bukowa, Dobiecin, Dobiecin-Kolonia, Dobrzelów, Domiechowice, Helenów, Huta, Janina, Janów, Józefów, Kałduny, Kielchinów, Korczew, Księży Młyn, Kurnos Drugi, Kurnos Pierwszy, Ludwików, Ławy, Łękawa, Mazury, Mokracz, Myszaki, Niedyszyna, Oleśnik, Podwody, Podwody-Kolonia, Poręby, Postękalice, Rząsawa, Wielopole, Wola Kruszyńska, Wola Mikorska, Wólka Łękawska, Zalesna, Zawadów, Zawady, Zdzieszulice Górne, Zdzieszulice Dolne, Zwierzchów.

## Miejscowości
| Miejscowości podstawowe oraz ich integralne części w administracji gminy Bełchatów | Miejscowości podstawowe oraz ich integralne części w administracji gminy Bełchatów | Miejscowości podstawowe oraz ich integralne części w administracji gminy Bełchatów | Miejscowości podstawowe oraz ich integralne części w administracji gminy Bełchatów | Miejscowości podstawowe oraz ich integralne części w administracji gminy Bełchatów |
| Nazwa | Rodzaj miejscowości                                                                | Miejscowość podstawowa¹                                                            | SIMC                                                                               | Położenie geograficzne                                                             |
| --- | ---------------------------------------------------------------------------------- | ---------------------------------------------------------------------------------- | ---------------------------------------------------------------------------------- | ---------------------------------------------------------------------------------- |
| Cyganów | część wsi                                                                          | Bukowa                                                                             | 0535250                                                                            | 51°18′53″N 19°27′30″E/51,314722 19,458333                                          |
| Korczew-Piaski | część wsi                                                                          | Korczew                                                                            | 0535570                                                                            | 51°21′42″N 19°26′08″E/51,361667 19,435556                                          |
| Pustki | część wsi                                                                          | Augustynów                                                                         | 0535238                                                                            | 51°19′11″N 19°26′27″E/51,319722 19,440833                                          |
| Wyr | część wsi                                                                          | Oleśnik                                                                            | 0535818                                                                            | 51°18′24″N 19°19′44″E/51,306667 19,328889                                          |
| Wyr | część wsi                                                                          | Kurnos Drugi                                                                       | 0535600                                                                            | 51°18′05″N 19°18′33″E/51,301389 19,309167                                          |
| Adamów | kolonia                                                                            | Adamów                                                                             | 0535184                                                                            | 51°24′22″N 19°18′10″E/51,406111 19,302778                                          |
| Bernardów | kolonia                                                                            | Janów                                                                              | 0535468                                                                            | 51°19′23″N 19°27′10″E/51,323056 19,452778                                          |
| Bukowa | kolonia                                                                            | Bukowa                                                                             | 0535267                                                                            | 51°18′19″N 19°27′34″E/51,305278 19,459444                                          |
| Dobiecin-Kolonia | kolonia                                                                            | Dobiecin                                                                           | 0535310                                                                            | 51°22′44″N 19°26′49″E/51,378889 19,446944                                          |
| Góry Borowskie | kolonia                                                                            | Bukowa                                                                             | 0535273                                                                            | 51°18′43″N 19°28′49″E/51,311944 19,480278                                          |
| Mazury | kolonia                                                                            | Wola Kruszyńska                                                                    | 0535988                                                                            | 51°25′24″N 19°15′15″E/51,423333 19,254167                                          |
| Parasolka | kolonia                                                                            | Dobrzelów                                                                          | 0535362                                                                            | 51°23′39″N 19°23′15″E/51,394167 19,387500                                          |
| Postękalice | kolonia                                                                            | Postękalice                                                                        | 0535907                                                                            | 51°21′53″N 19°28′48″E/51,364722 19,480000                                          |
| Studzianki | kolonia                                                                            | Ludwików                                                                           | 0535669                                                                            | 51°20′29″N 19°19′05″E/51,341389 19,318056                                          |
| Wola Grzymalina | kolonia                                                                            |                                                                                    | 0541670                                                                            | 51°16′00″N 19°22′14″E/51,266667 19,370556                                          |
| Wólka Łękawska | kolonia                                                                            | Wólka Łękawska                                                                     | 0536025                                                                            | 51°17′36″N 19°23′08″E/51,293333 19,385556                                          |
| Wygwizdów | kolonia                                                                            | Podwody                                                                            | 0535830                                                                            | 51°25′07″N 19°17′41″E/51,418611 19,294722                                          |
| Zawadów | kolonia                                                                            | Zawadów                                                                            | 0536054                                                                            | 51°18′23″N 19°24′49″E/51,306389 19,413611                                          |
| Borowa | osada                                                                              | Janów                                                                              | 0535474                                                                            | 51°20′21″N 19°28′45″E/51,339167 19,479167                                          |
| Chrojszcza | osada                                                                              | Kurnos Drugi                                                                       | 0535623                                                                            | 51°18′54″N 19°17′39″E/51,315000 19,294167                                          |
| Dobiecin | osada                                                                              | Dobiecin                                                                           | 0535304                                                                            | 51°21′59″N 19°26′15″E/51,366389 19,437500                                          |
| Kanada | osada                                                                              | Dobrzelów                                                                          | 0535400                                                                            | 51°23′46″N 19°24′46″E/51,396111 19,412778                                          |
| Łęg | osada                                                                              | Łękawa                                                                             | 0535698                                                                            | 51°16′48″N 19°21′40″E/51,280000 19,361111                                          |
| Słok | osada                                                                              | Rząsawa                                                                            | 0535936                                                                            | 51°17′28″N 19°21′04″E/51,291111 19,351111                                          |
| Wawrzkowizna | osada                                                                              | Rząsawa                                                                            | 0535942                                                                            | 51°17′59″N 19°19′52″E/51,299722 19,331111                                          |
| Wielopole | osada                                                                              | Wielopole                                                                          | 0535965                                                                            | 51°24′10″N 19°27′03″E/51,402778 19,450833                                          |
| Wizytka | osada                                                                              | Podwody-Kolonia                                                                    | 0535853                                                                            | 51°25′43″N 19°18′20″E/51,428611 19,305556                                          |
| Wygoda | osada                                                                              | Podwody                                                                            | 0535860                                                                            | 51°26′00″N 19°16′17″E/51,433333 19,271389                                          |
| Zdzieszulice Górne | osada                                                                              | Zdzieszulice Górne                                                                 | 0536108                                                                            | 51°20′27″N 19°24′48″E/51,340833 19,413333                                          |
| Anastazów | wieś                                                                               | Adamów                                                                             | 0535190                                                                            | 51°24′45″N 19°19′20″E/51,412500 19,322222                                          |
| Apolinów | wieś                                                                               | Adamów                                                                             | 0535209                                                                            | 51°25′12″N 19°20′11″E/51,420000 19,336389                                          |
| Augustynów | wieś                                                                               |                                                                                    | 0535215                                                                            | 51°19′23″N 19°25′58″E/51,323056 19,432778                                          |
| Borki | wieś                                                                               | Kurnos Drugi                                                                       | 0535617                                                                            | 51°19′27″N 19°17′45″E/51,324167 19,295833                                          |
| Bugaj | wieś                                                                               | Mazury                                                                             | 0535712                                                                            | 51°19′19″N 19°23′15″E/51,321944 19,387500                                          |
| Bukowa | wieś                                                                               |                                                                                    | 0535244                                                                            | 51°18′55″N 19°27′27″E/51,315278 19,457500                                          |
| Dobiecin | wieś                                                                               |                                                                                    | 0535296                                                                            | 51°22′01″N 19°25′27″E/51,366944 19,424167                                          |
| Dobrzelów | wieś                                                                               |                                                                                    | 0535333                                                                            | 51°23′17″N 19°23′15″E/51,388056 19,387500                                          |
| Domiechowice | wieś                                                                               |                                                                                    | 0535379                                                                            | 51°23′02″N 19°19′18″E/51,383889 19,321667                                          |
| Emilin | wieś                                                                               | Domiechowice                                                                       | 0535385                                                                            | 51°23′06″N 19°17′58″E/51,385000 19,299444                                          |
| Helenów | wieś                                                                               |                                                                                    | 0535391                                                                            | 51°23′48″N 19°24′16″E/51,396667 19,404444                                          |
| Huta | wieś                                                                               |                                                                                    | 0535416                                                                            | 51°24′42″N 19°28′37″E/51,411667 19,476944                                          |
| Janina | wieś                                                                               |                                                                                    | 0535439                                                                            | 51°21′12″N 19°28′15″E/51,353333 19,470833                                          |
| Janów | wieś                                                                               |                                                                                    | 0535451                                                                            | 51°19′46″N 19°27′34″E/51,329444 19,459444                                          |
| Józefów | wieś                                                                               |                                                                                    | 0535480                                                                            | 51°24′27″N 19°20′32″E/51,407500 19,342222                                          |
| Kalisko | wieś                                                                               |                                                                                    | 0535505                                                                            | 51°15′36″N 19°24′58″E/51,260000 19,416111                                          |
| Kałduny | wieś                                                                               |                                                                                    | 0535528                                                                            | 51°24′23″N 19°22′23″E/51,406389 19,373056                                          |
| Kąsie | wieś                                                                               | Kalisko                                                                            | 0535511                                                                            | 51°14′52″N 19°24′47″E/51,247778 19,413056                                          |
| Kielchinów | wieś                                                                               |                                                                                    | 0535540                                                                            | 51°20′24″N 19°26′18″E/51,340000 19,438333                                          |
| Korczew | wieś                                                                               |                                                                                    | 0535563                                                                            | 51°21′32″N 19°27′01″E/51,358889 19,450278                                          |
| Księży Młyn | wieś                                                                               |                                                                                    | 0535586                                                                            | 51°18′49″N 19°21′53″E/51,313611 19,364722                                          |
| Kurnos Drugi | wieś                                                                               |                                                                                    | 0535592                                                                            | 51°19′36″N 19°18′40″E/51,326667 19,311111                                          |
| Kurnos Pierwszy | wieś                                                                               |                                                                                    | 0535630                                                                            | 51°19′54″N 19°18′36″E/51,331667 19,310000                                          |
| Leonów | wieś                                                                               | Myszaki                                                                            | 0535764                                                                            | 51°22′38″N 19°24′19″E/51,377222 19,405278                                          |
| Ludwików | wieś                                                                               |                                                                                    | 0535646                                                                            | 51°20′58″N 19°20′23″E/51,349444 19,339722                                          |
| Ławy | wieś                                                                               |                                                                                    | 0535675                                                                            | 51°23′46″N 19°20′33″E/51,396111 19,342500                                          |
| Łękawa | wieś                                                                               |                                                                                    | 0535681                                                                            | 51°16′20″N 19°23′51″E/51,272222 19,397500                                          |
| Marianka | wieś                                                                               | Kałduny                                                                            | 0535534                                                                            | 51°24′50″N 19°21′14″E/51,413889 19,353889                                          |
| Mazury | wieś                                                                               |                                                                                    | 0535706                                                                            | 51°19′42″N 19°24′01″E/51,328333 19,400278                                          |
| Michałów | wieś                                                                               | Janina                                                                             | 0535445                                                                            | 51°21′37″N 19°28′22″E/51,360278 19,472778                                          |
| Mikorzyce | wieś                                                                               | Józefów                                                                            | 0535497                                                                            | 51°24′30″N 19°19′57″E/51,408333 19,332500                                          |
| Mokracz | wieś                                                                               |                                                                                    | 0535729                                                                            | 51°20′31″N 19°27′47″E/51,341944 19,463056                                          |
| Morgi Rząsawskie | wieś                                                                               | Rząsawa                                                                            | 0535920                                                                            | 51°18′16″N 19°21′35″E/51,304444 19,359722                                          |
| Morgi Zawadowskie | wieś                                                                               | Zawadów                                                                            | 0536048                                                                            | 51°18′38″N 19°24′46″E/51,310556 19,412778                                          |
| Myszaki | wieś                                                                               |                                                                                    | 0535758                                                                            | 51°22′55″N 19°25′04″E/51,381944 19,417778                                          |
| Niedyszyna | wieś                                                                               |                                                                                    | 0535770                                                                            | 51°23′22″N 19°26′58″E/51,389444 19,449444                                          |
| Niwy Postękalickie | wieś                                                                               | Postękalice                                                                        | 0535899                                                                            | 51°22′32″N 19°28′15″E/51,375556 19,470833                                          |
| Nowy Świat | wieś                                                                               |                                                                                    | 0535652                                                                            | 51°20′58″N 19°19′34″E/51,349444 19,326111                                          |
| Oleśnik | wieś                                                                               |                                                                                    | 0535801                                                                            | 51°19′11″N 19°20′55″E/51,319722 19,348611                                          |
| Podwody | wieś                                                                               |                                                                                    | 0535824                                                                            | 51°25′28″N 19°16′42″E/51,424444 19,278333                                          |
| Podwody-Kolonia | wieś                                                                               | Podwody                                                                            | 0535847                                                                            | 51°25′42″N 19°17′14″E/51,428333 19,287222                                          |
| Poręby | wieś                                                                               |                                                                                    | 0535876                                                                            | 51°20′03″N 19°21′49″E/51,334167 19,363611                                          |
| Postękalice | wieś                                                                               |                                                                                    | 0535882                                                                            | 51°21′57″N 19°28′15″E/51,365833 19,470833                                          |
| Rząsawa | wieś                                                                               |                                                                                    | 0535913                                                                            | 51°18′07″N 19°20′41″E/51,301944 19,344722                                          |
| Spólne | wieś                                                                               | Bukowa                                                                             | 0535280                                                                            | 51°18′17″N 19°28′31″E/51,304722 19,475278                                          |
| Wielopole | wieś                                                                               |                                                                                    | 0535959                                                                            | 51°24′43″N 19°27′20″E/51,411944 19,455556                                          |
| Wiktorów | wieś                                                                               | Kielchników                                                                        | 0535557                                                                            | 51°20′17″N 19°27′07″E/51,338056 19,451944                                          |
| Wola Kruszyńska | wieś                                                                               |                                                                                    | 0535971                                                                            | 51°25′19″N 19°16′21″E/51,421944 19,272500                                          |
| Wola Mikorska | wieś                                                                               |                                                                                    | 0535994                                                                            | 51°24′10″N 19°18′34″E/51,402778 19,309444                                          |
| Wólka Łękawska | wieś                                                                               |                                                                                    | 0536019                                                                            | 51°18′27″N 19°23′03″E/51,307500 19,384167                                          |
| Zalesna | wieś                                                                               |                                                                                    | 0536002                                                                            | 51°23′41″N 19°17′51″E/51,394722 19,297500                                          |
| Zawadów | wieś                                                                               |                                                                                    | 0536031                                                                            | 51°17′45″N 19°25′34″E/51,295833 19,426111                                          |
| Zawady | wieś                                                                               |                                                                                    | 0536077                                                                            | 51°23′35″N 19°22′03″E/51,393056 19,367500                                          |
| Zawały | wieś                                                                               |                                                                                    | 0536060                                                                            | 51°17′34″N 19°27′48″E/51,292778 19,463333                                          |
| Zdzieszulice Dolne | wieś                                                                               |                                                                                    | 0536083                                                                            | 51°20′06″N 19°24′50″E/51,335000 19,413889                                          |
| Zdzieszulice Górne | wieś                                                                               |                                                                                    | 0536090                                                                            | 51°20′54″N 19°24′41″E/51,348333 19,411389                                          |
| Zwierzchów | wieś                                                                               | Dobiecin                                                                           | 0535327                                                                            | 51°22′12″N 19°27′24″E/51,370000 19,456667                                          |
| Źródła: Wykaz urzędowych nazw miejscowości i ich części (xls),Dz.U. z 2013 r. poz. 200 oraz Dz.U. z 2015 r. poz. 1636, Zbiory danych państwowego rejestru nazw geograficznych -2025-07-16 ¹ - Miejscowość podstawowa lub statystyczna. |                                                                                    |                                                                                    |                                                                                    |                                                                                    |

## Sąsiednie gminy
Miasto Bełchatów, Drużbice, Kamieńsk, Kleszczów, Kluki, Wola Krzysztoporska, Zelów

## Komunikacja
Przez Gminę Bełchatów przebiegają następujące drogi krajowe i wojewódzkie:
- droga krajowa nr 74 (dawna droga krajowa nr 8) S8 – Wieluń – Kielce
- droga wojewódzka nr 484 Buczek – Zelów – Bełchatów – Kamieńsk
- droga wojewódzka nr 485 Pabianice – Wadlew – Bełchatów,
- droga wojewódzka nr 476 Nowy Świat (DK74) – Kanada (DK74),

oraz drogi powiatowe, gminne i inne.

## Bezpieczeństwo
W gminie Bełchatów funkcjonują jednostki Ochotniczej Straży Pożarnej.
| Jednostka              | Adres jednostki       |
| ---------------------- | --------------------- |
| OSP Dobrzelów          | Dobrzelów 46          |
| OSP Huta               | Huta 14               |
| OSP Kurnos Drugi       | Kurnos Drugi 149      |
| OSP Ludwików           | Ludwików 25           |
| OSP Łękawa             | Łękawa 4a             |
| OSP Niedyszyna         | Niedyszyna 50         |
| OSP Oleśnik            | Oleśnik 59            |
| OSP Podwody            | Podwody 28            |
| OSP Postękalice        | Postękalice 182       |
| OSP Rząsawa            | Brak siedziby         |
| OSP Wielopole          | Wielopole 30          |
| OSP Zawadów            | Zawadów 4             |
| OSP Zdzieszulice Górne | Zdzieszulice Górne 44 |